# San Miguel de Curis
Es anexo de Santiago de Chocorvos es uno de los 22 anexos que conforman el distrito de Santiago de Chocorvos, dedicado principalmente a la agricultura y a la ganadería, productor de cebada, trigo y carne.

## Ubicación
Ubicada en la provincia de Huaytará, es una meseta hermosa que está a 3200 m s. n. m. a 110 km de Ica, su capital es San Miguel de Curis.
Sus límites son por el Sur con Mejorada, por el norte con Huirpacancha, por el este con el y por el oeste con el distrito. Los pobladores de este

## ¿Cómo llegar?
La vía más rápida de acceso a San Miguel de Curis es por transporte terrestre desde Lima hasta la ciudad de Ica hay 310 km, el tiempo aproximado es de 4 horas, luego desde Ica hasta San Miguel de Curis hay una distancia de 110 km por una carretera afirmada el recorrido dura entre 4 y 5 horas.
También existe la via los Caminos del Inca por la loma baja que generalmente se usa por motivos turísticos o cuando hay interrupción de las carreteras en épocas de lluvia, recorrido que se hace a pie y puede dura entre 18 a 24 horas.

## Fiestas Costumbristas
El 1.º de Mayo (fiesta de las cruces), donde se hace la limpieza de las acequias que han sido malogradas durante la época de lluvias.
Los meses de Julio a agosto fiesta de marcado de ganados conocido como las herranzas.
El 29 de septiembre fiesta principal del pueblo en honor a San Miguel Arcángel, dura dos días.
El 25 de diciembre fiesta en honor al nacimiento del niño Jesús.
Los Carnavales donde participan todos los barrios mediante los Camachicoj, que regresan de haber participado en el distrito y terminan con un gran tumbamonte (yunza).

## Instituciones Educativas
El colegio de educación secundaria Pedro Pablo Atusparia.
Una escuela primaria de varones y mujeres(mixto).
Un centro de educación inicial.

## Barrios
Los anexos del anexo de San Miguel de Curis son:
Coresca.
Yauri.
Obraje 
Mejorada